# Hybris

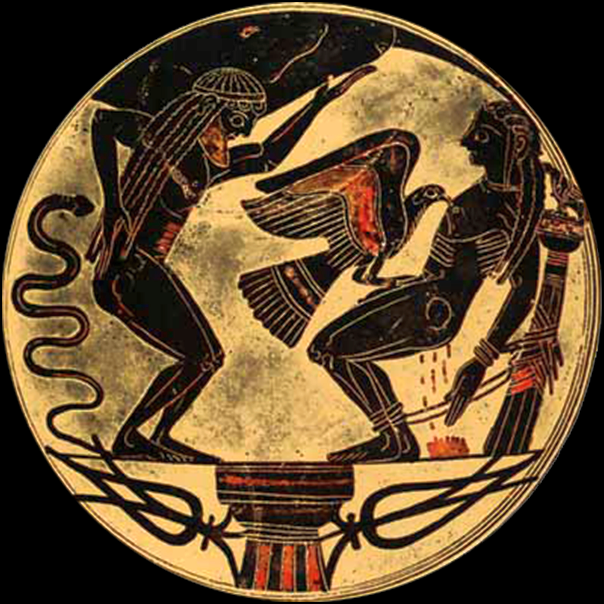
Ceramika czarnofigurowa (550 r. p.n.e.) przedstawiająca Prometeusza odbywającego karę, przywiązanego do kolumny

Hybris (gr. ἡ ὕβρις [he hýbris] – ’pycha’) – duma, buta, pycha rodowa lub majestat władcy, które uniemożliwiają prawidłowe rozpoznanie sytuacji, w której znalazł się bohater. Pojęcie to było używane w kulturze starożytnej Grecji. Pycha stanowi przekroczenie miary, którą bogowie wyznaczyli człowiekowi (zob. Dike), stanowi więc wyzwanie wobec bogów i ściąga na człowieka ich karę. Termin hybris występuje zwłaszcza w odniesieniu do tragedii greckiej, ponieważ często jest on głównym czynnikiem prowadzącym do katastrofy bohatera (np. Edypa, Kreona, Agamemnona czy Klitajmestry).
Słowo hybris jest rodzaju żeńskiego. Dlatego możemy mówić o tej hybris np. tak: „powodowała nim hybris”.